# 헬레이저 7 - 데더
《헬레이저 7: 데더》(영어: Hellraiser: Deader 혹은 Hellraiser VII: Deader)는 미국과 루마니아에서 제작된 릭 보타 감독의 2005년 초자연 공포 영화이다. 더그 브래들리 등이 출연하였고, 롭 슈밋 등이 제작에 참여하였다.
《헬레이저 8: 헬월드》(2005)로 이어진다.

## 줄거리
기자 에이미는 상사 찰스의 지시로 사교 집단 데더스가 의식을 통해 일원 한 명을 죽이고 다시 소생시킨 과정이 담긴 비디오테이프를 조사하기 위해 부쿠레슈티로 향한다. 테이프 발송인의 주소로 간 에이미는 손에 퍼즐 상자 “통곡의 배열”을 들고 있는 발송자 말라의 시체를 발견한다. 호텔로 돌아온 에이미는 퍼즐 상자를 열고 핀헤드를 소환하는 꿈을 꾼다. 부쿠레슈티에서 만난 조이는 이 퍼즐에 자기 파괴적인 성질이 있다고 말한다.
에이미는 데더스의 지도자이며 이 퍼즐을 만든 장난감 제작자의 후손인 윈터를 추적한다. 윈터는 자신이 시너바이트의 세계로 가서 그들의 주인이 되는 것이 사명이라고 믿고 있다. 스스로의 힘으로 퍼즐을 풀지 못하는 그는 트라우마로 허무주의에 빠진 인간만이 퍼즐을 풀 수 있다고 생각해 감정적으로 취약한 추종자를 죽인 다음 되살리는 일을 반복하는 중이다. 윈터는 에이미에게도 똑같은 짓을 저지르고, 에이미는 선잠을 꾸는 각성 상태에서 어려서 아버지에게 성폭행을 당한 끝에 그를 죽였던 일을 다시 체험한다.
윈터의 기대대로 에이미는 퍼즐을 풀어 시너바이트를 소환하지만 핀헤드는 윈터와 그의 가족을 향한 경멸감을 표현하고 시너바이트는 인간의 지배를 받지 않는다고 말한다. 핀헤드는 데더스 일원들을 학살한 뒤 에이미에게 퍼즐을 푼 대가로 빚이 생겼고 지옥에서 네 아버지가 너를 기다린다고 말한다. 에이미는 끌려가느니 차라리 죽기를 택하고, 자살하여 퍼즐을 닫고 전하를 발생시켜 시너바이트들을 지옥으로 되돌려보내고 데더스 소굴을 폭발시킨다. 파괴된 건물 잔해에서 어느 기자가 퍼즐을 발견하면서 영화가 끝난다.

## 출연진
- 카리 워러
- 더그 브래들리
- 폴 리스
- 사이먼 쿤즈
- 마크 워런
- 조지나 라일런스
- 린다 말로
- 이오아나 아부르
- 콘스티 바르불레스쿠
- 다니엘 키레아

## 기타 제작진
- 공동 제작: 데이비드 그레이트하우스
- 배역: 캐리 힐턴, 캐런 마이즐스, 에이드리엔 스턴
- 세트: 단 토아데르